# Marílson Gomes dos Santos
Pour les articles homonymes, voir Gomes.
Marílson Gomes dos Santos (né le 6 août 1977 à Brasilia) est un marathonien brésilien. Il a notamment remporté deux fois le marathon de New York : en 2006 et 2008 (2 h 8 min 43 s cette année-là).

## Palmarès
- Vainqueur du marathon de New York en 2006 et 2008
- Vainqueur de la Corrida de la Saint-Sylvestre de São Paulo en 2005 et en 2010
- 6e du marathon de Londres en 2010
- 7e du marathon de New York en 2010
- 4e du marathon de Londres en 2011

## Records
| Épreuve       | Performance    | Date          | Lieu    |
| ------------- | -------------- | ------------- | ------- |
| 10 km         | 27 min 48 s    | 27 avril 2007 | Udine   |
| 15 km         | 42 min 15 s    | 27 avril 2007 | Udine   |
| 20 km         | 56 min 32 s    | 27 avril 2007 | Udine   |
| Semi-marathon | 59 min 33 s    | 27 avril 2007 | Udine   |
| Marathon      | 2 h 8 min 37 s | 22 avril 2007 | Londres |